# 緻密
| ウィキペディアには「緻密」という見出しの百科事典記事はありません（タイトルに「緻密」を含むページの一覧/「緻密」で始まるページの一覧）。 代わりにウィクショナリーのページ「緻密」が役に立つかもしれません。 |